# Oli Herbert
Oliver „Oli” Herbert (ur. 10 lipca 1969, zm. 16 października 2018 w Stafford Springs) – amerykański gitarzysta, współzałożyciel i członek zespołu All That Remains.

## Życiorys
Naukę gry na gitarze rozpoczął w wieku 14 lat. Kształcił się w zakresie gitary klasycznej i jazzowej. Uzyskał również licencjat na kierunku kompozytorskim. W 1998 był jednym z założycieli zespołu All That Remains, z którym pozostał związany do końca życia jako gitarzysta i kompozytor, biorąc także udział w nagrywaniu wszystkich 9 albumów grupy. Gościnnie pojawił się także na albumie Angela Vivaldi pt. Synapse z 2017. Udzielał się także jako instruktor i nauczyciel gry na gitarze. Był również endorserem marki Jackson Guitars, która na początku 2018 roku zaprezentowała jego pierwszą sygnaturę USA Signature Limited Edition Oli Herbert Rhoads.
Przez ostatnie 14 lat życia był żonaty z Elizabeth Herbert. Ostatnie cztery lata zamieszkiwał wraz z nią w Stafford Springs w stanie Connecticut. 16 października 2018 jego ciało zostało odnalezione na skraju stawu w Stafford Springs. Sekcja zwłok wykazała obecność w jego ciele substancji (przeciwpsychotyczna Olanzapina, przeciwdepresyjny citalopram, Ambien). W 2022 nadal było prowadzone śledztwo w sprawie jego śmierci, która była uznana przez policję jako podejrzana. Ujawniono, że tydzień przed śmiercią Herbert spisał testament oraz załatwiał polisę na życie. Zgodnie z treścią testamentu cały majątek miała otrzymać żona Elizabeth Herbert, zaś siostra zmarłego Cynthia Herbert miała być wyłączona ze spadkobrania. Negatywne zdanie o żonie muzyka wyraził wokalista ATR Philip Labonte, który przyznał, że nie zezwalano jej na dostęp do zespołu w trakcie tras koncertowych.